# Temple mormon de Provo
Ne pas confondre avec un autre temple situé dans la même ville, le Temple mormon de Provo City.
Le temple mormon de Provo est un temple de l’Église de Jésus-Christ des saints des derniers jours situé à Provo, dans l’État de l’Utah, aux États-Unis. Il a été inauguré le 9 février 1972.